# Коронавірусна хвороба 2019 у Гонконзі
Перший підтверджений випадок пандемії коронавірусної хвороби 2019 (COVID-19) на території Гонконгу було виявлено 23 січня 2020 року.

## Хронологія

### 2020
Дізнавшись про спалах, уряд почав вимагати розкриття тих, хто був на мокрих ринках (англ. wet markets) в Ухані. 3 січня уряд видав наказ усім, хто відвідав Ухань, за 14 днів до появи будь-яких респіраторних симптомів хвороби, повинен повідомити органи охорони здоров'я.
Уряд Гонконгу оголосив, що діятиме серйозно на спалах вірусу, коли влада оголосила про вісім підозрюваних випадків, тестування яких згодом дало негативний результат. Медичні експерти з Гонконгу закликали владу материкової частини Китаю повідомляти більше інформації про пацієнтів Ухані, яка може допомогти епідеміологічному дослідженню. Хоча органи охорони здоров'я Ухані заявили, що «очевидних доказів» передачі людиною людині невідомого вірусу тоді не було, експерт з інфекційних хвороб Університету Гонконгу доктор Хо Пак-Ленг підозрював, що така передача існує і що саме вона є причиною хворих в Ухані, і закликав ввести «найсуворіші» запобіжні заходи. Однак преса повідомляла, що прикордонний пункт пропуску на високошвидкісному залізничному терміналі в цей момент діяли в'яло та недбало. 8 січня Центр охорони здоров'я Гонконгу додав до свого списку хвороб, про нові випадки захворювання на які обов'язково потрібно повідомлятися владі, «важкі захворювання органів дихання, пов'язані з новим збудником інфекції», щоби збільшити свій вплив на карантин. Уряд Гонконгу також скоротив відвідування лікарень і ввів вимогу до відвідувачів носити маски для обличчя. Маскування було посилене в аеропортах та на вокзалах, що мали рейси до Ухані. У перший тиждень 2020 року було проведено тестування 30 підозрюваних, що приїхали з Ухані. Більшість мали інші респіраторні віруси.
22 січня у чоловіка з материкового Китаю, віком 39 років, який приїхав із Шеньчженя швидкісним залізничним транспортом, розвинулися симптоми пневмонії. Він жив в Ухані, а до Шеньчженя прибув швидкісним залізничним транспортом зі своєю родиною. Тестування на COVID-19 дало позитивний результат і його було госпіталізовано до лікарні принцеси Маргарет, Коулун. Того ж дня тестування 56-річного чоловіка з Ма Он Шаня, який відвідав Ухань попереднього тижня, також дало позитивний результат. Ці два випадки були занесені до «найбільш підозрюваних випадків», оскільки їм доведеться пройти ще один етап тестування, перш ніж вони будуть оголошені підтвердженими.
Правління з туризму в Гонконзі скасувало Кубок Нового року та чотириденний новорічний карнавал, посилаючись на занепокоєння щодо поширення вірусу. Крім того, попередні два «найбільш підозрювані випадки» було офіційно підтверджено медичними та державними службовцями.[джерело?]
4 лютого Центр охорони здоров'я повідомив про першу смерть від вірусу у Гонконзі, смерть 39-річного пацієнта, який був 13 підтвердженим випадком у місті.
5 лютого у Гонконзі підтвердили ще три випадки. Ще три були підтверджені 6 лютого, а ще два — 7 лютого.
9 лютого в Гонконзі було підтверджено ще три випадки, два з яких з однієї родини, що призвело до загальної кількості 29. У той же день було оголошено, що пасажирам та екіпажу круїзного корабля «World Dream» було дозволено залишити судно після тестування, за умови, що воно дасть негативний результат, і що вони не мали тісного контакту з вісьмома пасажирами, у яких було виявлено коронавірус.
17 лютого Центр охорони здоров'я виявив 60 випадків у Гонконзі, із яких два пацієнти одужали.

19 лютого 70-річний чоловік, хворий на коронавірус, помер у Гонконзі, але, як повідомляється, коронавірус був не основною причиною смерті, адже чоловік мав інші тяжкі захворювання.

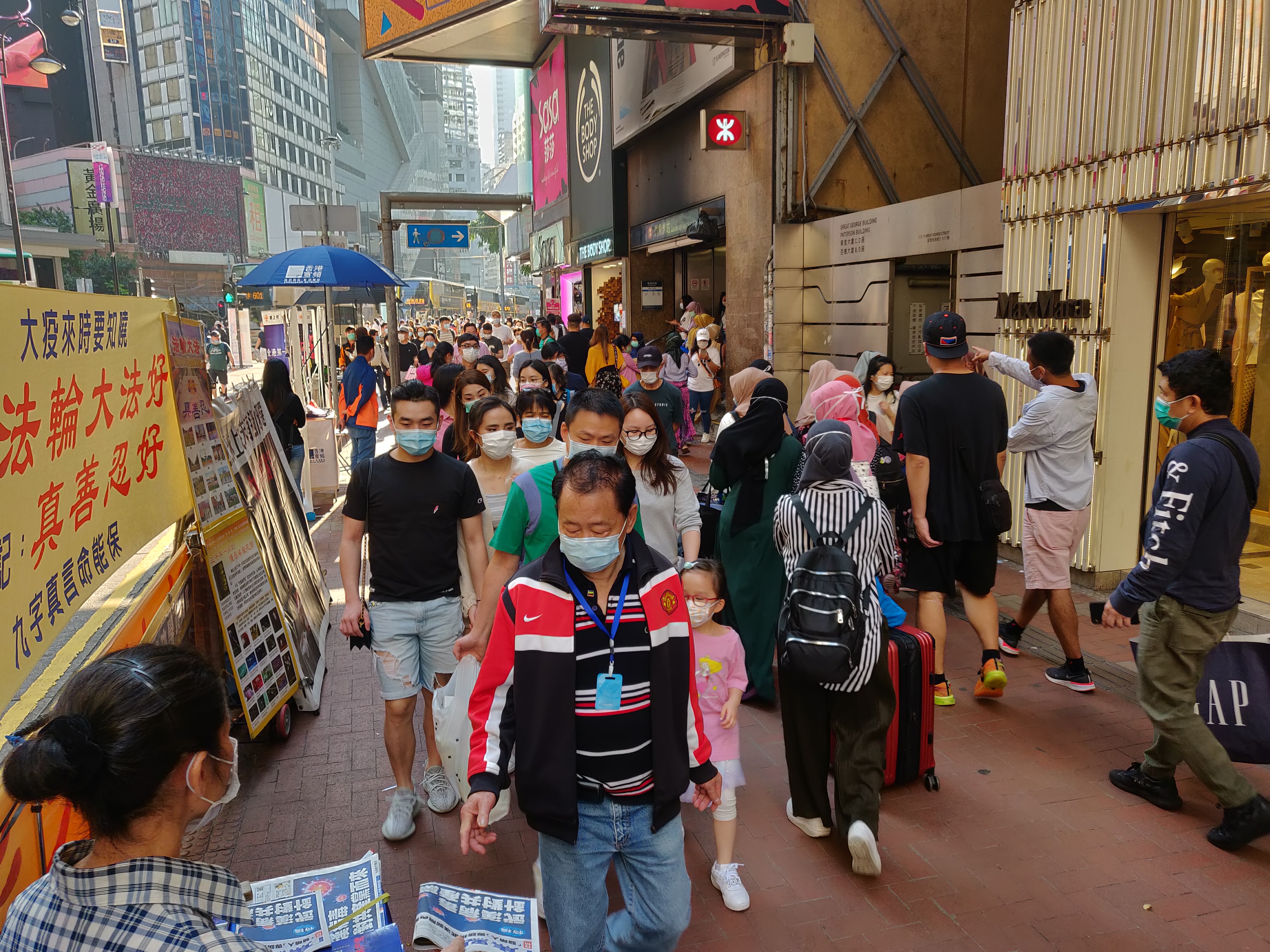
Вулиця в Гонконзі під час пандемії COVID-19

Станом на 2 березня у Гонконзі виявлено 100 підтверджених випадків інфікування. У той день було підтверджено два нові випадки, серед яких брат хворого на COVID-19 та жінка з круїзного судна Diamond Princess. 88-річний чоловік, який проживав у будинку для догляду в Шау Кей Ван, того ж дня отримав «слабкий позитивний» результат на вірус. Будуть проведені подальші тести, щоб перевірити, чи заражений він.
1 квітня уряд тимчасово закрив караоке, нічні клуби та приміщення для гри в маджонг. Через плутанину в опублікованому списку закладів жителі вирішили, що інші місця, наприклад салони краси, масажні салони та клубні будинки, також повинні бути закриті. Згодом уряд уточнив, що цим установам буде дозволено залишатись відкритими лише за умови, що підприємства надають засоби для дезінфікування рук, а також вимагати від клієнтів носити маску та вимірювати їх температуру, коли вони знаходяться всередині будівлі.
3 квітня о 18:00 всі паби та бари в Гонконзі було наказано закрити на 14 днів.
10 липня після нового спалаху коронавірусу влада закрила школи і посилила карантин.
30 липня в Гонконзі продовжили обов'язковий 14-денний карантин для туристів, що прибувають з Макао, Тайваню та материкового КНР щонайменше до 7 вересня.

### 2021
24 березня Гонконг призупинив вакцинацію препаратом Pfizer після того, як медики виявили дефекти упаковки однієї з партій.

### 2022
26 лютого органи охорони здоров'я Гонконгу повідомили про нові методи тестування, оскільки спалах у місті стало важче контролювати.

## Нестачі
У зв'язку з дефіцитом деяких предметів домашнього вжитку через панічну покупку, відділення «Mong Kok» супермаркету «Welcome» було пограбовано, а збройні банди викрали 50 пакетів (600 рулонів) туалетного паперу.

## Профілактика
Гонконг рекомендував носити хірургічні маски під час перебування в громадському транспорті або у людних місцях.

## Статистика
Кількість випадків за станом:

Кількість інфікованих за походженням:

## Вплив

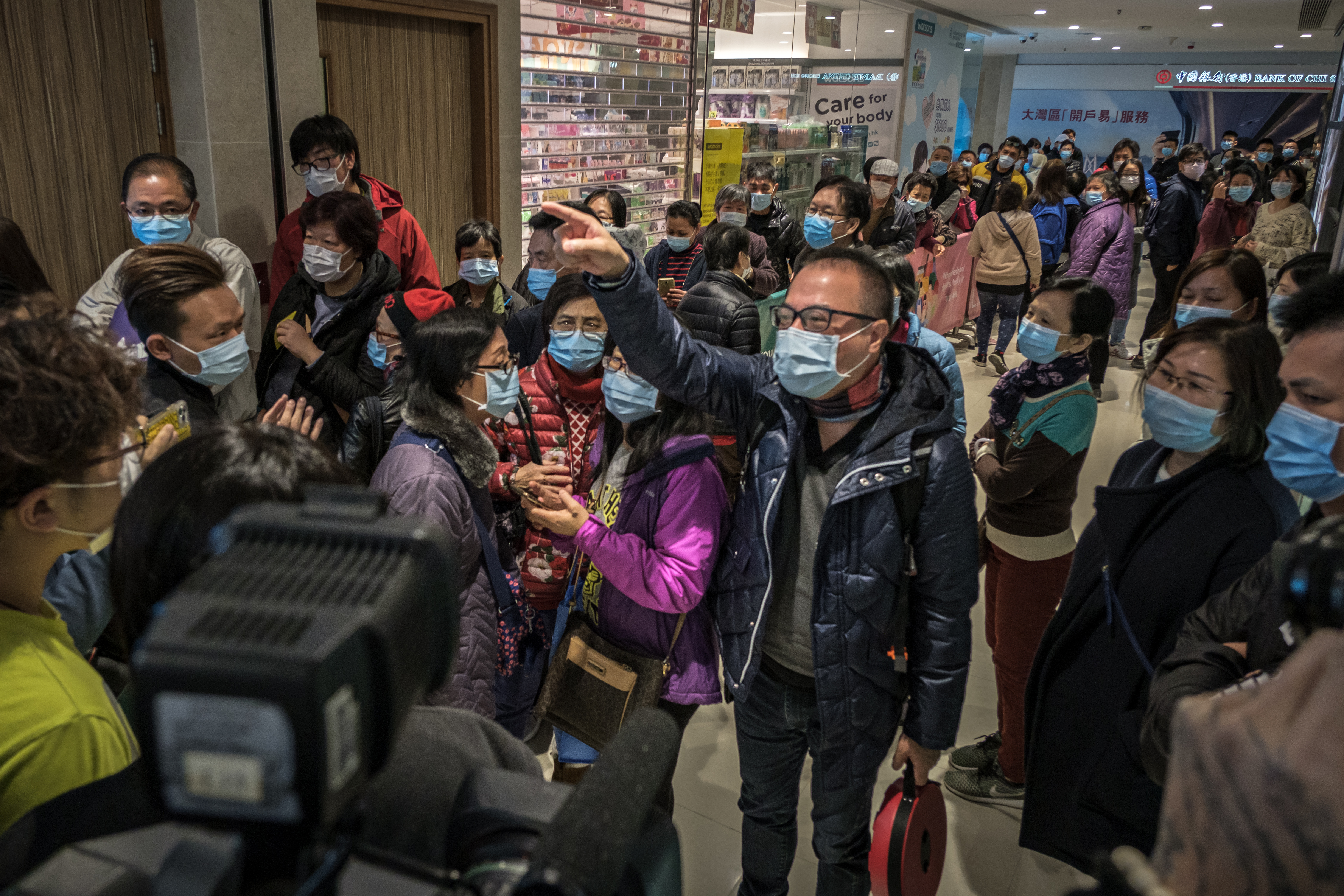
Черга на придбання масок для обличчя в Гонконзі, 30 січня 2020 року. Усі в черзі вже носять одноразову маску.

З часу спалаху вірусу в місті було розпродано значну кількість продуктів, включаючи маски для обличчя та дезінфікуючі засоби. Постійна панічна купівля також призвела до очищення багатьох магазинів від немедичних препаратів, таких як вода, овочі та рис. Уряд Гонконгу скасував експорт масок для обличчя, коли зменшилися їх запаси.
Зважаючи на спалах коронавірусу, Бюро освіти закрило всі дитячі садки, початкові школи, середні школи та спеціальні школи до 20 квітня. Карантин викликав занепокоєння становищем студентів через здачу іспитів наприкінці року, особливо в світлі протестів у 2019 році.
5 лютого авіаперевізник Cathay Pacific попросив своїх 27 000 співробітників добровільно взяти три тижні неоплачуваної відпустки. Раніше авіакомпанія скоротила рейси до материкового Китаю на 90 %, а загальну кількість рейсів — на 30 %.